# Thaddeus Harris
Thaddeus Harris è un personaggio immaginario della serie cinematografica di Scuola di polizia e dell'omonima serie animata; è interpretato da G. W. Bailey, e doppiato da Oreste Rizzini e Marcello Tusco nei film e da Giovanni Battezzato nella serie animata.
È l'antagonista giurato dei cadetti, ed è quasi sempre in compagnia del suo leccapiedi Proctor. Nel primo film è tenente, ma negli ultimi quattro film (nel secondo e nel terzo è assente) e nella serie animata, è capitano.

## Carattere
(Harris)
(Harris)
Thaddeus Harris è un tipo incapace, egoista e molto sgarbato. Tiene spesso con sé un frustino nero con testa in argento che spesso strofina e lucida compiaciuto. Si vanta di essere un poliziotto esperto e di valore, tanto da dichiarare di avere "un sesto senso quando si tratta di crimine", quando in realtà spesso è protagonista di interventi maldestri al limite del ridicolo che sistematicamente portano al fallimento delle operazioni. Il suo fido leccapiedi, il tenente Proctor, che gli è fedele come un cagnolino, spesso lo emula e asseconda le sue assurde pretese. Infatti, spesso i due finiscono per ritrovarsi in situazioni sgradevoli ed imbarazzanti, per via della loro totale incapacità, sia nei film che soprattutto nella serie animata.
Non vede di buon occhio i cadetti, che definisce volgarmente "sacchi di merda" e che maltratta e deride senza alcun ritegno. Soprattutto, nutre un profondo astio per Mahoney e per il comandante Lassard, che definisce "troppo vecchio" per poter ancora comandare. L'unico che riesce ad incutergli soggezione è il commissario Hurst, il quale spesso lo redarguisce molto severamente, insieme a Proctor, per la loro balordaggine e inettitudine. Nella serie animata viene a volte rimproverato dal capo della polizia e dal sindaco della città per ogni guaio.